# Calcaribracon nipponensis
Calcaribracon nipponensis är en stekelart som först beskrevs av Watanabe 1937.  Calcaribracon nipponensis ingår i släktet Calcaribracon och familjen bracksteklar. Inga underarter finns listade.